# Karl von Richthofen (Rechtshistoriker)

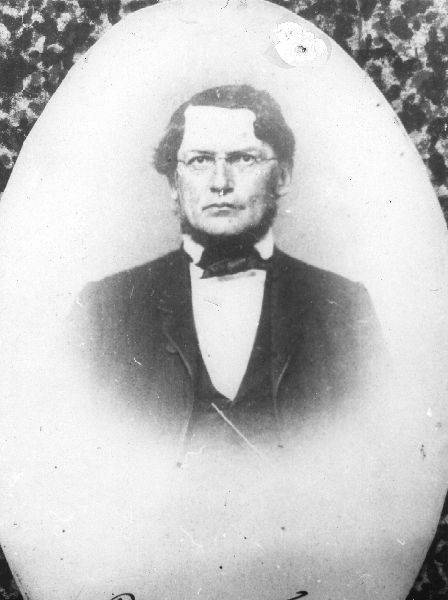
Karl von Richthofen

Freiherr Karl Otto Johannes Theresius von Richthofen (* 30. Mai 1811 in Damsdorf; † 7. März 1888 in Damsdorf) war ein deutscher Rechtshistoriker und Jurist.

## Leben
Karl von Richthofen war Germanist und machte sich vor allem um die friesische Rechtsgeschichte verdient. Daneben lehrte er Staatsrecht von 1841 bis 1860 an der juristischen Fakultät der Friedrich-Wilhelms-Universität in Berlin. Freiherr von Richthofen gehört dem alten schlesischen Geschlecht Richthofen an. 1850 war er Mitglied des Volkshauses des Erfurter Unionsparlaments.

## Bibliothek
Richthofens nachgelassene Handbibliothek von 4250 Bänden wurde 1926 von der juristischen Fakultät der Columbia University erworben.

## Familie
Karl von Richthofen stammte aus dem Adelsgeschlecht der Richthofen. Sein Vater war Karl von Richthofen (1787–1841), Erbherr auf Brecheishof, Bersdorf, Rosen, Damsdorf, Tscharnikau usw. zudem  preußischer Landrat des Kreises Jauer. Seine Mutter war Therese Freiin Grote (1791–1811) aus dem Haus Grabow, sie war die Tochter des hannoverschen Staatsministers Freiherr Otto Ulrich Grote (1750–1808) und der Charlotte von Plato (1757–1821). Sein jüngerer Bruder war der Abgeordnete Ernst von Richthofen.
Seine erste Frau wurde 1840 in Glogau Sophie von Lützow (1816–1855), die Tochter des preußischen Generals Leopold von Lützow. Aus dieser Ehe entstammen folgende Kinder:
- Karl Friedrich (1842–1916), Rittergutsbesitzer und Mitglied des Deutschen Reichstags
- Irmgard (1853–1910) ⚭ 1879 Ferdinand von Richthofen (1833–1905)

Nach dem Tod seiner ersten Frau heiratete er in Berlin 1857 Sophie von Frankenberg (1818–1879), Tochter des Majors Heinrich von Frankenberg und der Friederike von Richthofen. Seine dritte Frau wird 1879 in Berlin  Elfriede Freiin Grote (1848–1930), Tochter des Karl Freiherr Grote und der Charlotte von Frankenberg.

## Schriften
- 1840: Friesische Rechtsquellen (Digitalisat) (PDF-Datei; 52,79 MB)
- 1840: Altfriesisches Wörterbuch
- 1863: Lex Frisionum (in Monumenta Germaniae Historica)
- 1880–1886: Untersuchungen über friesische Rechtsgeschichte (drei Teile)
  - 1. Teil (PDF-Datei; 30,34 MB)
  - 2. Teil 1/2 (PDF-Datei; 36,70 MB)
  - 2. Teil 2/2 (PDF-Datei; 43,03 MB)
  - 3. Teil (PDF-Datei; 6,33 MB)
- 1886: Die ältere Egmonder Geschichtsquellen